# Duncan Eagles

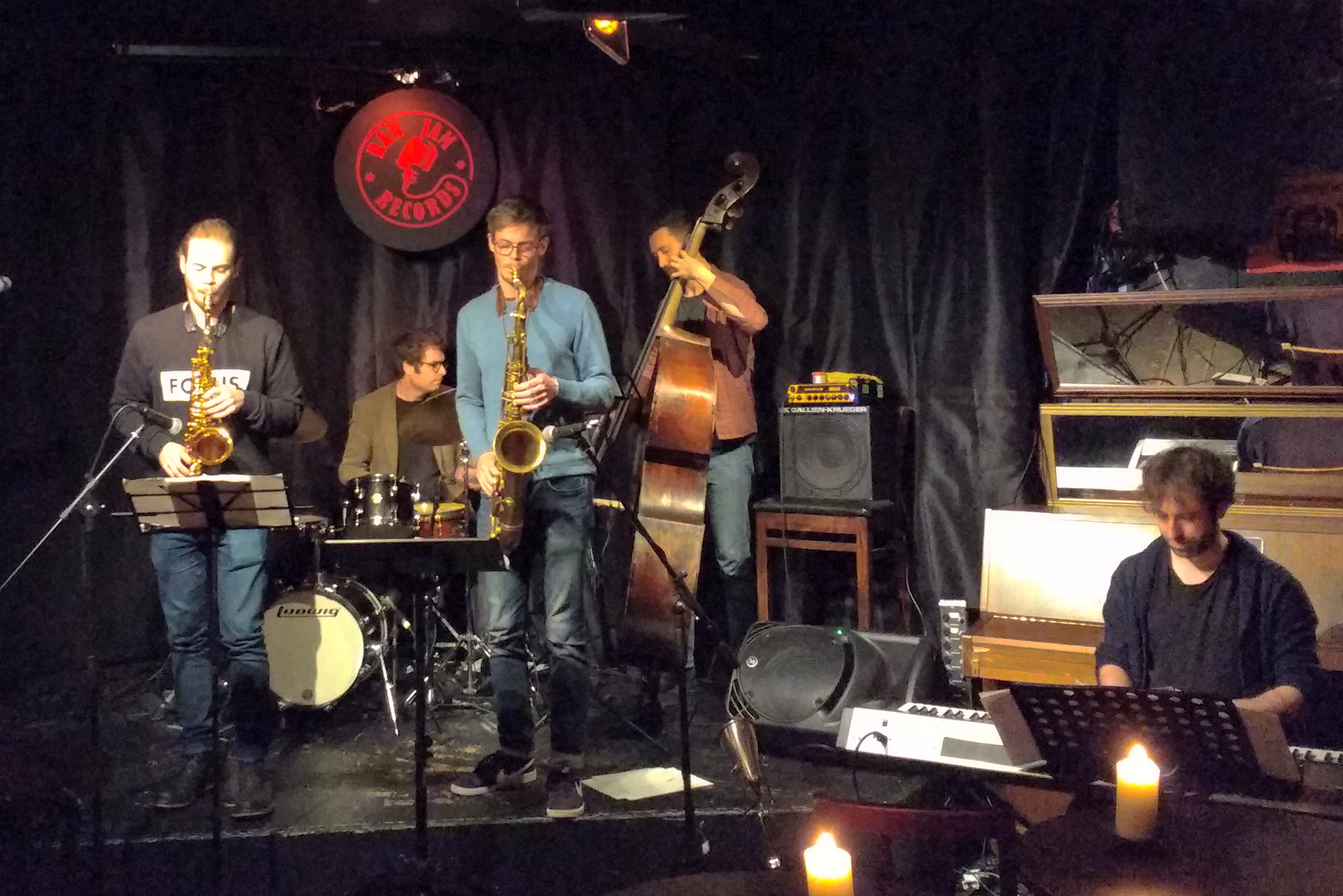
Duncan Eagles mit Samuel Eagles Spirit (2018, dritter von links)

Duncan Eagles (* 9. Januar 1985 in London) ist ein britischer Jazzmusiker (Sopran- und Tenorsaxophon, Komposition).

## Wirken
Eagles, der in Sutton aufwuchs, schloss 2007 sein Instrumentalstudium am Trinity Laban Conservatoire of Music and Dance mit einem Bachelor of Music ab.
Eagles leitete eigene Gruppen. Das Trio Partikel mit dem Bassisten Max Luthert und dem Schlagzeuger Eric Ford tourte international und veröffentlichte mehrere Tonträger, die von der Kritik gefeiert wurden. Nach dem gleichnamiges Debütalbum 2010 erschienen auf dem Label Whirlwind Recordings die Alben Cohesion (2013), String Theory (2015) und Counteraction (2017). 2022 folgte bei Berthold Records Anniversary Song. Ein Quintett, das er mit Mark Perry leitete, legte 2013 das Album Road Ahead vor. Unter eigenem Namen veröffentlichte er 2019 das Album Citizen. Mit Max Luthert bildete er das elektronische Duo Million Square, das mehrere EPs veröffentlichte.
Eagles gehörte auch zur Benet McLean Band und zum preisgekrönten Quintett von Ollie Howell. Außerdem ist er Mitglied des Quartetts von Leo Appleyard, von Max Lutherts Orbital und vom Elision Quintet. Er arbeitete weiterhin mit Musikern wie Gary Husband, Zara McFarlane, Melt Yourself Down, Mark Mondesir, Shabaka Hutchings, Jason Rebello und Janek Gwizdala.
Eagles ist bei wichtigen Festivals aufgetreten, darunter das London Jazz Festival, Brecon Jazz Festival, Vancouver International Jazz Festival und Istanbul International Jazz Festival.
Eagles wirkte auch als Dozent an der Dordoigne International Jazz Summer School.